# Bille (flod)
Bille är en 65 kilometer lång,  stillaflytande flod i Stormarn i Schleswig-Holstein i Tyskland, den är en högerbiflod till Elbe. Källan ligger norr om Hahnheideskogen i närheten av Linau. Den flyter sedan söder om Trittau och är gränsflod mellan Stormarn och Herzogtum Lauenburg, fortsätter söder om Reinbek och når Elbe i Hamburg. Ett flertal egendomar och vackra parker ligger längs med floden.
Bille är en av tre floder som flyter genom Hamburgs city, de andra är Elbe och Alster.

## Bifloder
Den övre delen av Bille dränerar ett stort område med många bäckar och mindre vattendrag. Huvudbifloder är Corbek i närheten av Witzhave och Schwarze Au vid Aumühle, som dränerar stora delar av Sachsenwald.